# 1923年の政治
1923年の政治（1923ねんのせいじ）では、1923年（大正12年）の政治分野に関する出来事について記述する。

## できごと

### 1月
- 1月1日 - 東京・大阪に少年審判所を設置。
- 1月11日 - フランス・ベルギーがドイツの賠償不払いを口実にルール地方を占領（ルール占領）。
- 1月26日 - 孫文、ソ連極東部代表のアドリフ・ヨッフェと上海で会談。孫文・ヨッフェ共同宣言発表[1][2]。

### 2月
- 2月1日 - 後藤新平の招きで、ヨッフェソ連極東部代表が来日。日ソ国交回復について会談。
- 2月11日 - 東京・大阪・京都・八幡などで過激社会運動取締法、労働組合法、小作争議調停法の3法反対デモ開催。各地で普通選挙即時断行デモも頻発。
- 2月21日 - 孫文、大元帥に就任。第3次広東政府成立。
- 2月23日 - 東京で河野広中、尾崎行雄、三木武吉らを先頭に普選即時実行要求デモ開催。

### 3月
- 3月1日 - 衆議院・憲政会・革新倶楽部などが上程した普通選挙法案を否決。
- 3月18日 - 奈良県川西村（現在の川西町）で、水平社社員と八尾国粋会会員が対立。19日に衝突。20日和解。
- 3月30日 - 工場法改正（適用年齢の引き上げ他）。

### 4月
- 4月5日 - 日本共産青年同盟（後の日本民主青年同盟）設立。
- 4月14日 - ワシントン軍縮条約の了解事項により、中国での日本の特殊権益を認めた石井・ランシング協定破棄。

### 6月
- 6月5日 - 堺利彦ら日本共産党党員30余人が検挙される（第1次共産党事件）。
- 6月28日 - 川上俊彦前ポーランド公使とヨッフェによる、日ソ非公式予備交渉開始。

### 7月
- 7月24日 - ムスタファ・ケマル（ケマル・アタテュルク）首班のトルコ政権が連合国とローザンヌ条約を締結。
- 7月31日 - 日ソ非公式予備交渉終了。

### 8月
- 8月3日 - ハーディング米大統領の死去により、副大統領クーリッジが第30代米大統領に就任。
- 8月13日 - ドイツでヴィルヘルム・クーノ内閣総辞職。グスタフ・シュトレーゼマン内閣成立。
- 8月25日 - 加藤友三郎首相死去、加藤友三郎内閣総辞職。内閣総理大臣臨時代理に内田康哉。
- 8月28日 - 山本権兵衛元首相に大命降下。
- 8月31日 - イタリアがギリシャのケルキラ島を占拠（コルフ島事件）。

### 9月
- 9月1日 - 関東大震災発生。
- 9月2日
  - 東京市他郡部に戒厳令発令（11月15日まで）。
  - 第2次山本内閣発足。
  - 朝鮮人暴動の流言のため、朝鮮人数千人が虐殺される。
- 9月3日 - 戒厳地域を東京府・神奈川県に拡大。
- 9月4日
  - 戒厳地域を埼玉県・千葉県に拡大。
  - 亀戸事件。
- 9月7日
  - 支払猶予令。
  - 東京市内に夜間外出禁止令発令。
  - 国際刑事警察機構設立。
- 9月9日 - ムスタファ・ケマルが共和人民党を創設。
- 9月16日 - 甘粕正彦憲兵大尉が大杉栄、伊藤野枝らを殺害（甘粕事件）。
- 9月19日 - 帝都復興審議会設置。
- 9月20日
  - 甘粕事件のため福田雅太郎戒厳司令官更迭。後任山梨半造大将。
  - 独バイエルン州非常事態宣言。州総監にグスタフ・フォン・カールが就任。
- 9月23日 - スペインでプリモ・デ・リベラ軍事政権が成立。
- 9月27日 - 帝都復興院発足。

### 10月
- 10月5日 - 中華民国で大総統選挙が実施され、曹錕が当選。
- 10月15日 - 五相会議で普通選挙案要綱を決定。
- 10月16日 - ドイツ、レンテンマルクの発行を決定。
- 10月22日 - 普通選挙案要綱を閣議決定。
- 10月29日 - トルコ共和国成立。

### 11月
- 11月8日 - ミュンヘン一揆。
- 11月23日 - 独、シュトレーゼマン内閣総辞職。

### 12月
- 12月10日 - 第47臨時議会召集。
- 12月21日 - ネパールがイギリスから独立。
- 12月27日 - 虎ノ門事件。
- 12月25日 - 第48議会召集。
- 12月29日 - 第2次山本内閣総辞職。